# Liu Xin (Badminton)
Liu Xin (chinesisch 刘鑫; * 11. Juni 1990 in Benxi, Liaoning) ist eine chinesische Badmintonspielerin.

## Karriere
Liu Xin verzeichnet bisher als ihren größten Erfolg den Gewinn der Silbermedaille bei der Asienmeisterschaft 2010 im Dameneinzel. Zuvor hatte sie schon bei der Junioren-Badmintonasienmeisterschaft 2007 Gold gewonnen. Im gleichen Jahr sicherte sie sich auch Bronze bei der Junioren-Weltmeisterschaft.

## Sportliche Erfolge
| Saison | Veranstaltung               | Disziplin   | Platz | Name    |
| ------ | --------------------------- | ----------- | ----- | ------- |
| 2007   | Junioren-Weltmeisterschaft  | Dameneinzel | 3     | Liu Xin |
| 2007   | Junioren-Asienmeisterschaft | Dameneinzel | 1     | Liu Xin |
| 2010   | Asienmeisterschaft          | Dameneinzel | 2     | Liu Xin |
| 2010   | Bitburger Open              | Dameneinzel | 1     | Liu Xin |
| 2010   | French Open                 | Dameneinzel | 5     | Liu Xin |
| 2011   | German Open                 | Dameneinzel | 1     | Liu Xin |